# Орландини, Никколо
Никколо Орландини (итал. Niccolò Orlandini; 1554, Флоренция — 1606, Рим) — итальянский иезуит, первый историк Ордена иезуитов.

## Биография
Вступил в Орден иезуитов в 1572 году.
Стал секретарём генерала Ордена иезуитов К. Аквавива, который поручил ему составить историю Ордена.

## Труды
- Annuae litterae Socieiatis Jesu. (Рим, 1585—1587).
- Vita Petri fabri. (Лион, 1617).
- Historia societalis Jesu. (1615).